# Полимед
Полимед (др.-греч. Πολυμήδης) из Аргоса — древнегреческий скульптор. Работал в начале VI в. до н. э. в Дельфах, мастер эпохи архаики.

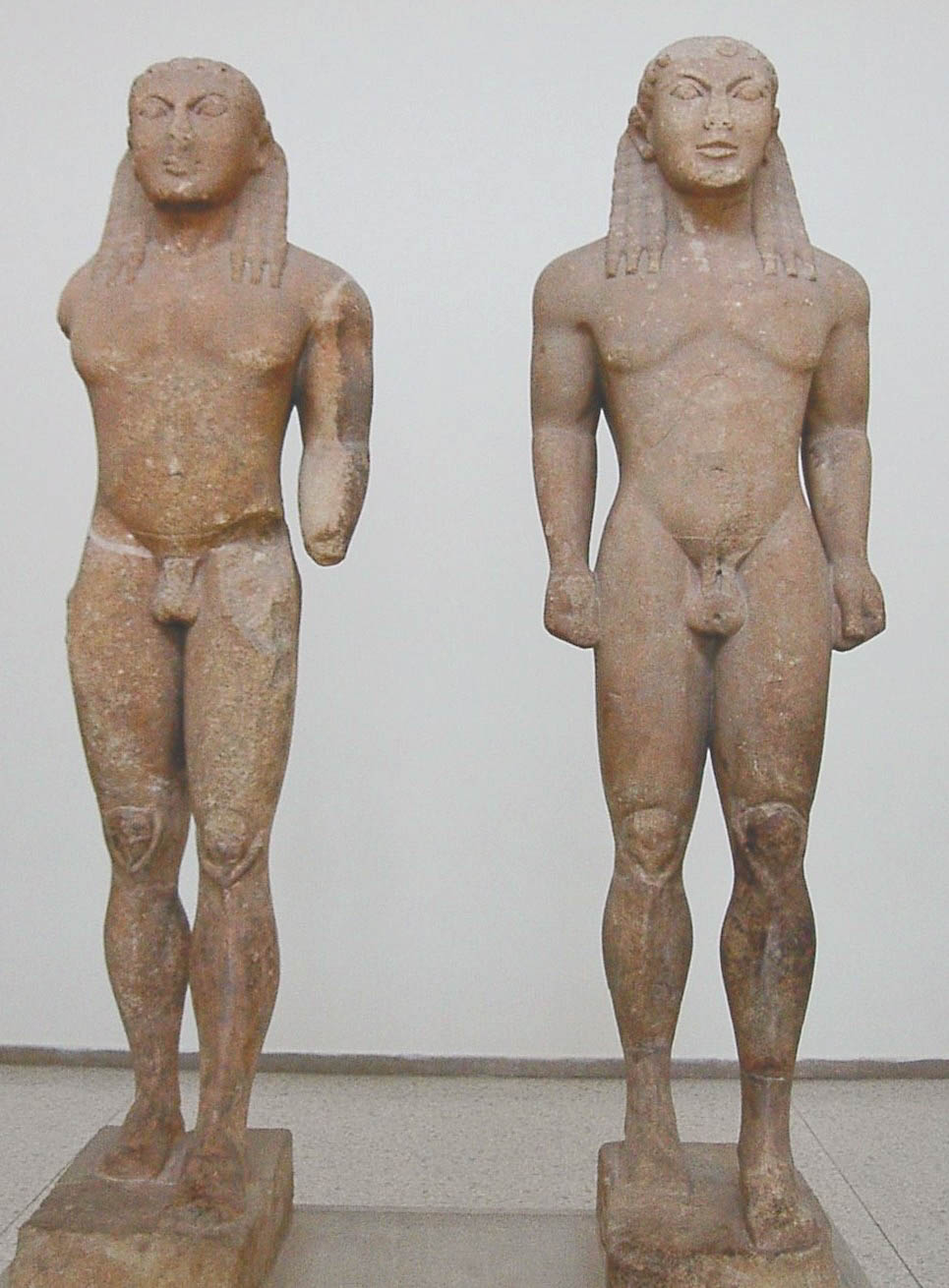
Клеобис и Битон ок. 580 до н. э.

Точные даты его рождения и смерти неизвестны.
Самая известная работа — статуи Клеобиса и Битона (Κλεόβιδος; Βίτων) — двух братьев-близнецов в греческой мифологии. Эти статуи сейчас находятся в Дельфийском археологическом музее в Дельфах, Греция. Статуи датируются примерно 580 г до н. э. и сделаны в Аргосе на Пелопоннесе, хотя были найдены в Дельфах. Вторая часть имени Полимеда читается на надписи, которая разделена на постаментах двух статуй.